# Czermin (Kwiatkowo)
Czermin – osada wsi Kwiatkowo w Polsce, położona w województwie kujawsko-pomorskim, w powiecie rypińskim, w gminie Rypin.
W latach 1975–1998 miejscowość należała administracyjnie do województwa włocławskiego.
Dawniej siedziba gminy Czermin.